# 키리바시 주재 외국공관 목록

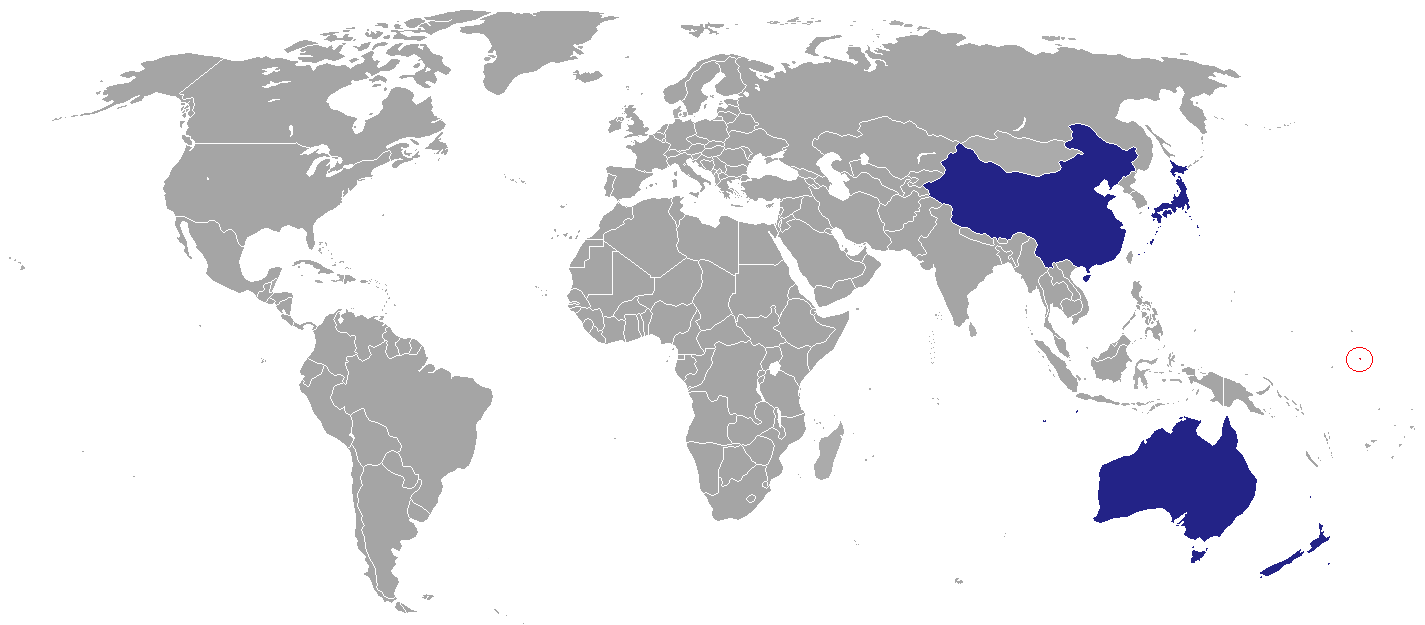
키리바시 주재 외국 공관 목록이며, 설치된 공관은 오스트레일리아, 뉴질랜드, 중국만 표시한다.

키리바시 주재 외국공관 목록은 키리바시에 상주하고 있는 외국 공관을 나열하는 목록이다. 키리바시에 상주하고 있는 대사관 및 고등판무관의 수는 4개로서 설치한 국가는 오스트레일리아, 뉴질랜드, 중국, 일본 뿐이다. 나머지 비상주 공관은 캔버라, 수바, 웰링턴 등 다른 곳에서 겸임하고 있다.

## 대사관/고등판무관 사무소
키리바시 주재 대사관 및 고등판무관 사무소는 모두 사우스타라와에 있다.
| - 오스트레일리아 - 중국 - 일본 - 뉴질랜드 |

## 비상주공관
| - 오스트리아 (캔버라) - 캐나다 (웰링턴) - 콜롬비아 (도쿄도) - 쿠바 (수바) - 체코 (쿠알라룸푸르) - 덴마크 (싱가포르) - 유럽 연합 (수바) - 핀란드 (캔버라) - 프랑스 (수바) - 독일 (웰링턴) - 아일랜드 (뉴욕) - 이스라엘 (예루살렘) - 이탈리아 (웰링턴) - 대한민국 (수바) - 레소토 (도쿄 도) - 말레이시아 (수바) - 필리핀 (워싱턴 D.C.) - 폴란드 (캔버라) - 러시아 (자카르타) - 남아프리카 공화국 (캔버라) - 스페인 (웰링턴) - 스위스 (캔버라) - 튀르키예 (캔버라) - 영국 (수바) - 미국 (수바) |

## 같이 보기
- 키리바시의 재외공관 목록